# Matthias Volz
Matthias Volz (Schwabach, Alemania, 4 de mayo de 1910-Spalt, Alemania, 26 de agosto de 2004) fue un gimnasta artístico alemán, campeón olímpico en Berlín 1936 en el concurso por equipos.

## Carrera deportiva
En las Olimpiadas de Berlín de 1936 ayuda a su equipo a conseguir el oro en el concurso por equipos, quedando situados en el podio por delante de suizos y finlandeses, y siendo sus compañeros: Konrad Frey, Alfred Schwarzmann, Willi Stadel, Inno Stangl, Walter Steffens, Franz Beckert y Ernst Winter. También ganó dos medallas de bronce, en anillas —tras el checoslovaco Alois Hudec y el yugoslavo Leon Štukelj— y en salto de potro, tras su compatriota Alfred Schwarzmann (oro) y el suizo Eugene Mack (plata).